# Красногвардійський район (Адигея)
Красногвардійський район (рос. Красногварде́йский райо́н; адиг. Красногвардейскэ къедзыгъуэ) — муніципальний район Адигеї, один з семи районів.
Адміністративний центр — село Красногвардійське.
Район утворено 7 лютого, 1929.

## Географія
Район розташовано у північно-західній частині республіки. Межує: з Усть-Лабінським районом на півночі, Шовгеновським районом на сході, Бєлореченським районом на півдні і по Краснодарському водосховищю з Теучезьким і Дінським районами на заході.
Площа району становить 725,5 км ².
Населення — 30 993 осіб (2010). на 2002. Населення Красногвардійського становить 28,7 % від загальної кількості населення району.

## Адміністративно-територіальний поділ
| Сільське поселення                   | Населені пункти*                                                                                                 |
| ------------------------------------ | --- |
| Білосільське сільське поселення      | - село Біле - хутір Богурсуков - селище Мирний - село Новосевастопольське - хутір Папенков - село Преображенське |
| Большесидоровське сільське поселення | - село Большесидоровське - аул Джамбечі                                                                          |
| Єленовське сільське поселення        | - село Єленовське - хутір Догужиєв - хутір Пустосьолов - хутір Саратовський                                      |
| Красногвардійське сільське поселення | - село Красногвардійське - аул Адамій - хутір Чумаков                                                            |
| Садовське сільське поселення         | - село Садове - аул Бжедугхабль - село Верхньоназаровське                                                        |
| Уляпське сільське поселення          | - аул Уляп - село Штурбино                                                                                       |
| Хатукайське сільське поселення       | - аул Хатукай - селище Водний - селище Лєсной - селище Набережний - селище Свободний                             |

*Адміністративні центри позначені жирним шрифтом

## Люди
В районі народилися:
- Євтих Аскер Кадербечович (1915–1999) — адигейський письменник (аул Хатукай).